# République socialiste tchèque
 (signalé en juin 2025).
Si vous disposez d'ouvrages ou d'articles de référence ou si vous connaissez des sites web de qualité traitant du thème abordé ici, merci de compléter l'article en donnant les références utiles à sa vérifiabilité et en les liant à la section « Notes et références ».
- Archive Wikiwix
- Bing
- Cairn
- DuckDuckGo
- E. Universalis
- Gallica
- Google
- G. Books
- G. News
- G. Scholar
- Persée
- Qwant
- (zh) Baidu
- (ru) Yandex
- (wd) trouver des œuvres sur Wikidata

1969–1990
Entités précédentes :
- République socialiste tchécoslovaque

Entités suivantes :
- République tchèque

La République socialiste tchèque (en tchèque Česká socialistická republika) est une des deux entités fédérées constituant la République socialiste tchécoslovaque du 1er janvier 1969 à mars 1990. Cette subdivision est ensuite devenu la République tchèque au sein de la République fédérale tchéco(-)slovaque puis de la République fédérale tchèque et slovaque, avant de devenir l'actuelle République tchèque indépendante le 1er janvier 1993.